# Norfolk op de Gemenebestspelen

Vlag van Norfolk

Norfolk is een eiland dat deelneemt aan de Gemenebestspelen. Sinds 1986 heeft Norfolk tienmaal deelgenomen. In totaal over deze tien edities won Norfolk tweemaal een bronzen medaille.

## Medailles
| Norfolk op de Gemenebestspelen | Norfolk op de Gemenebestspelen | Norfolk op de Gemenebestspelen | Norfolk op de Gemenebestspelen | Norfolk op de Gemenebestspelen | Norfolk op de Gemenebestspelen |
| ------------------------------ | ------------------------------ | ------------------------------ | ------------------------------ | ------------------------------ | ------------------------------ |
| Jaar                           | Goud                           | Zilver                         | Brons                          | Totaal                         | Rang                           |
| 1986                           | -                              | -                              | -                              | -                              | /                              |
| 1990                           | -                              | -                              | -                              | -                              | /                              |
| 1994                           | -                              | -                              | 1                              | 1                              | 27                             |
| 1998                           | -                              | -                              | -                              | -                              | /                              |
| 2002                           | -                              | -                              | -                              | -                              | /                              |
| 2006                           | -                              | -                              | -                              | -                              | /                              |
| 2010                           | -                              | -                              | -                              | -                              | /                              |
| 2014                           | -                              | -                              | -                              | -                              | /                              |
| 2018                           | -                              | -                              | 1                              | 1                              | 39                             |
| 2022                           | -                              | -                              | -                              | -                              | /                              |